# Jacob E. Davis
Jacob Erastus Davis, född 31 oktober 1905 i Beaver i Ohio, död 28 februari 2003 i Naples i Florida, var en amerikansk demokratisk politiker. Han var ledamot av USA:s representanthus 1941–1943.
Davis utexaminerades 1927 från Ohio State University och avlade 1930 juristexamen vid Harvard Law School. Han tjänstgjorde som åklagare i Pike County 1931–1935 och var ledamot av Ohios representanthus 1935–1937. Därefter tjänstgjorde han som domare 1937–1940. År 1941 efterträdde han James G. Polk som kongressledamot och efterträddes 1943 av Edward Oscar McGowen.
Frimuraren Davis avled 2003 i Florida och gravsattes i Cincinnati i Ohio.